# Дельта-блюз

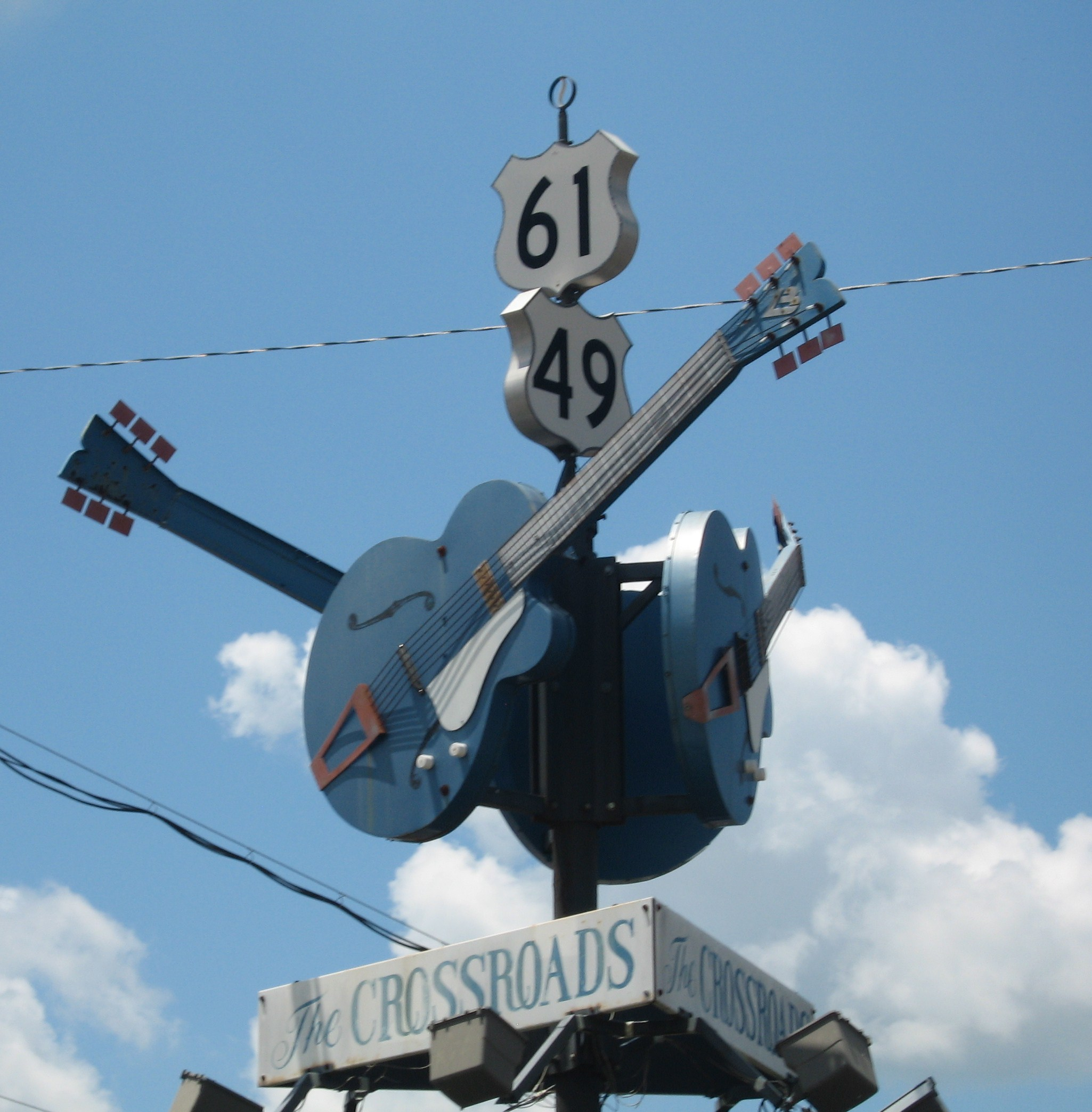
Перекрёсток в Кларксдейле, где Роберт Джонсон по легенде продал душу дьяволу

Де́льта-блюз (англ. Delta blues), также «блюз Дельты Миссисипи» — самый ранний стиль блюза, зародившийся в конце XIX века в историко-географическом регионе Дельте Миссисипи, называемом «местом рождения блюза», «местом где начался блюз». Дельта-блюз — краеугольный камень американской музыкальной культуры, оказавший колоссальное влияние на американскую музыку, повлияв на «всех, от The Rolling Stones до Кассандры Уилсон». Дельта-блюз называется также «самой влиятельной из всех форм блюза». Из места возникновения дельта-блюз распространился по другим штатам, модифицируясь и приобретая собственные местные отличительные особенности. Классифицируется как подвид кантри-блюза. Дельта-блюз — это первый блюз, при исполнении которого использовалась гитара.

## Происхождение дельта-блюза

Дельта Миссисипи, входит в долину Миссисипи
Дельта реки Миссисипи
Долина Миссисипи
Канал река Миссисипи — залив

Дельта Миссисипи — это регион, расположенный на северо-западе штата Миссисипи (и частично на территории штатов Арканзас и Луизиана), простирается от Мемфиса на севере до Виксбурга на юге. С севера на юг длина региона составляет 320 километров; ширина его в самом широком месте составляет 140 километров. Регион расположен в междуречье рек Миссисипи на западе и реки Язу на востоке, в аллювиальной пойме, и отличается высокой плодородностью земли, используемой для выращивания хлопка. C 1992 года с подачи исследователя Джеймса Кобба, за регионом закрепилось ещё одно название «Самое южное место на Земле», которое отражает не столько географическое местоположение, сколько совокупность расового состава населения, природных условий, местных традиций и уклада жизни.. Через Дельту Миссисипи проходит одно из «знаковых» в США шоссе Route 61. После освобождения рабов, регион заполнили переселенцы, в основном афроамериканцы, которые расчищали остававшиеся нетронутыми леса в низинах, и устраивали там хлопковые поля. К концу XIX века две трети фермеров в регионе составляли афроамериканцы, но в связи с изменениями в законодательстве, фермеры были вынуждены уступать свои земли плантаторам, и становиться издольщиками.
Дельта-блюз (и собственно, блюз вообще) возник на основе соединения африканских фольклорных традиций с европейской песенной структурой. Изначально исполнявшиеся коллективно песнопения рабов во время работы, модифицировались в блюз, который исполнялся индивидуально. Появление блюза и появление его исполнителей обычно связывают с ликвидацией рабства, и как следствие, относительной свободой передвижения, появлением мест для вечернего отдыха освобождённого чернокожего населения. Впрочем, площадки для выступления не ограничивались такими местами, так называемыми джук-джойнтами, а часто были случайными, неформальными: блюз исполнялся на плантациях, углах улиц, вокзалах. В этой связи важно, что появились музыканты, зарабатывающие исполнением блюза себе на жизнь.
Очевидно, что блюз (не имевший, впрочем тогда такого названия), появился в конце XIX века; во всяком случае отчёты исследователей показывают на повсеместное распространение такого творчества в Дельте в первые годы XX века. «Отцом блюза» (по собственному определению), человеком, открывшим дельта-блюз широкой публике, называют Уильяма Хэнди, композитора, руководителя оркестра и исследователя музыки. В 1903 году на вокзале в городке Татуилере он услышал исполнение блюза: 

«Пока я спал, поблизости тощий нескладный негр начал перебирать струны гитары. Он был одет в отрепья, а его ступни выглядывали из ботинок. На его лице была какая-то вековая печаль. Когда он играл, он прижимал нож к струнам гитары в манере, популярной среди гавайских гитаристов, использующих стальной пруток. Эффект был незабываемым. Его песня тоже зацепила меня немедленно. Goin' Where The Southern Cross The Dog. Певец повторял одну и ту же строку трижды, подыгрывая себе на гитаре и рождая самую причудливую музыку, которую я когда-либо слышал. Её мотив запал мне в голову».
 Хэнди стал использовать блюзовые приёмы в собственной музыке и выступлениях оркестра, игравшего некую смесь рэгтайма и джаза, а также в 1908 году записал блюз в нотной записи. Утверждается, что именно Хэнди является автором (или как минимум популяризатором) наиболее популярной структуры блюзового куплета, где первые две строки повторяются и затем следует третья строка.
С началом Великой миграции в 1910 году вместе с мигрантами из Дельты блюз начал распространяться по стране. Выступавшие в Дельте музыканты переезжали из неё в города, сначала в Мемфис, где традиционный дельта-блюз модифицировался в мемфис-блюз, а затем и далее на Север. Первые записи блюзов появились в 1912−1913 годах, но исполнители традиционного дельта-блюза начали записываться лишь в конце 1920-х годов. Первым записанным традиционным дельта-блюзом стала песня Milk Cow Blues Фредди Спруэлла. Первый расцвет популярности дельта-блюза относится к периоду после 1928 года, и связан с такими именами блюзменов, как Чарли Паттон, Томми Джонсон, Скип Джеймс, Букка Уайт и Роберт Лерой Джонсон, а также певицами Ма Рейни и Бесси Смит. При этом певицы, исполнявшие блюз, сделали коммерческие записи раньше чем традиционные блюзмены, так как они выступали в составе небольших оркестров, игравших в том числе, популярный репертуар. В предвоенное время интерес к дельта-блюзу угас и записи почти не производились. Снова интерес к дельта-блюзу возник в послевоенное время: переехавший в Чикаго Мадди Уотерс, наряду с Хаулином Вулфом считается создателем чикагского блюза, перебравшийся в Мемфис Би Би Кинг стал пионером электрогитары в блюзе и сумел объединить традиционный дельта-блюз с иными течениями, в то время как Джон Ли Хукер долгое оставался верным традиционной школе дельта-блюза, хотя и использовал электрогитару.

## Отличительные особенности дельта-блюза
Называются следующие отличительные черты кантри-блюза, к которому относится и дельта-блюз: сольное выступление, использование исключительно акустических инструментов (в Дельте попросту не было тогда проведено электричество), стандартная известная музыкальная 12-ти или 16-ти тактовая форма
В отличие от предшествовавшего блюзу творчества чернокожего населения Дельты, дельта-блюз — средство самовыражения и результат творчества как правило одного музыканта. Главным и чаще всего единственным музыкальным инструментом в традиционном дельта-блюзе является акустическая гитара. Большинство блюзменов Дельты играли на дешёвых гитарах производства компании Stella, при этом также утверждается, что каналом для покупки гитар служила компания Sears, в почтовых каталогах которой гитары появились в 1894 году. Через Sears было возможно заказать и более дорогие гитары, самой дорогой из которых была гитара Washburns. Вместе с тем, до широкого распространения гитары, исполнители пользовались и подручными средствами звукоизвлечения (металлические ложки, вазы и даже струна, прикреплённая к сараю). Чаще всего исполнитель выступал один, под аккомпанемент акустической гитары, иногда выступали два исполнителя с акустическими гитарами, один из которых концентрировался на аккомпанементе. Реже музыканты могли объединяться в ранние блюзовые группы, так называемые Jug Bands, которые могли использовать вазы, гитары, мандолины, банджо, казу, губные гармошки, скрипки, а также стиральные доски и другие бытовые приборы, превращенные в подобие инструментов. Такие группы были достаточно популярны в Дельте до 1930-х годов. Женщины, исполнявшие блюз, чаще пели под аккомпанемент такого ансамбля-комбо. Вместе с тем, отмечается, что исполнение дельта-блюз в большей степени связывается с музыкантами-мужчинами. Ещё одним инструментом, характерным для дельта-блюза, является губная гармоника, в традиционном дельта-блюзе используемая исключительно как аккомпанирующий инструмент и лишь в середине XX века начавшая использоваться в соло-партиях

### Музыка
Для дельта-блюза характеры особенности исполнения (приёмы игры) и особенности музыкальной составляющей. Что касается приёмов игры на гитаре, то прежде всего для дельта-блюза характерен фингерстайл, при отсутствии какой-то общепринятой аппликатуры (исполнители могли играть как одним большим пальцем на всех струнах, так и использовать большой палец для басового аккомпанемента, а остальными играть мелодию или риффы), игра на открытых струнах, часто агрессивная атака на струны, отсутствие или ограниченность гитарных соло (использование гитары в основном для аккомпанемента). Одной из особенностей дельта-блюза, отличающей его от других видов кантри-блюза, является широкое использование слайд-техники игры на гитаре (боттлнек). Слайд-техника, кроме того что она служила средством имитации человеческого голоса, ещё и позволяла, наряду с техникой бенд, исполнять блюзовые ноты.
Вокал раннего дельта-блюза изобиловал звукоподражанием, певец мог имитировать звуки природы, домашних животных и даже сельскохозяйственной техники. Блюзмены в большинстве своём не обладали сколько-нибудь хорошим в академическом смысле голосом. Впрочем, утверждается что для исполнения блюза идеальный голос и не требуется, более важным называется чувство ритма и создание ритмического эффекта голосом. Так, базовым атрибутом дельта-блюз вокала называется исполнение строк поочерёдно напряжёнными и расслабленными голосовыми связками, что в сочетании с паузами в тексте, растягиванием слов, переносом их из строки в строку создавало нужный ритмический эффект..
С точки зрения гармонии, стандартный дельта-блюз — это аккомпанемент из 12-тактовой последовательности аккордов (блюзовый квадрат) в мажоре, исполненный в размере 4/4, под который певец поёт блюз из трёх музыкальных фраз (по четыре такта в каждой) по схеме AAB, где А так называемый «вопрос», повторяемый дважды (возможно с небольшими вариациями) и B так называемый «ответ». В блюзе вообще и в дельта-блюзе в особенности, широко распространено использование доминантсептаккордов, по правилам классической гармонии, требующих разрешения в тонику. Но в блюзе этого не происходит, доминантсептаккорд в блюзе функционирует как самостоятельный тонический аккорд и от этого в блюзе постоянно ощущается гармоническое неразрешённое тяготение. Вместе с синкопированным ритмом блюза, такая неразрешённость усиливает эффект движения, неуравновешенности блюза, придаёт эмоциональную окраску. Часто в дельта-блюзе минорная мелодия исполняемой песни положена на мажорную гармонию аккомпанемента, что также способствует особой эмоциональной окраске. При этом принцип «вопрос-ответ» мог распространяться и на сочетание мелодии вокала и аккомпанемента: после музыкальной фразы голоса ему отвечала короткая музыкальная гитарная фраза (мелодический рифф или брейк); изначально такой приём применялся тогда, когда блюз исполнялся двумя музыкантами — второй музыкант заполнял музыкальной фразой пространство между строчками текста. Для дельта-блюза, и впоследствии блюза вообще, характерна опора в исполнении на приём vamp, исполнение повторяющейся последовательности аккордов или реже одного аккорда, которые предшествуют входу голоса; аналогом приёма в академической музыке является остинато (в нотных сборниках музыки 1930—1940 годов нередко встречается примечание: Vamp 'til Ready англ. Вамп, пока не будешь готов)..
В основе мелодики дельта-блюза лежит так называемая блюзовая гамма, основой которой является минорная пентатоника, в которой некоторые ступени могут менять свою высоту в пределах полутона. На темперированных инструментах это всегда полутон, на инструментах, позволяющих менять высоту звука, исполнитель сам определяет его высоту в зависимости от аккорда или от собственного чувства. Эти ступени называются блюзовые ноты и именно они создают характерное для блюза диссонансное мажорно-минорное звучание. Наиболее часто используемые в дельта-блюзе тональности — ми и ля, как в мажоре, так и в миноре, как самые простые в исполнения. Третьей по популярности называется тональность соль-мажор. Указывается, что минорные блюзы гармонически более бедны, поскольку все блюзовые ноты в миноре за исключением одной ступени, совпадают с обычной минорной гармонией, и блюз звучит не так характерно

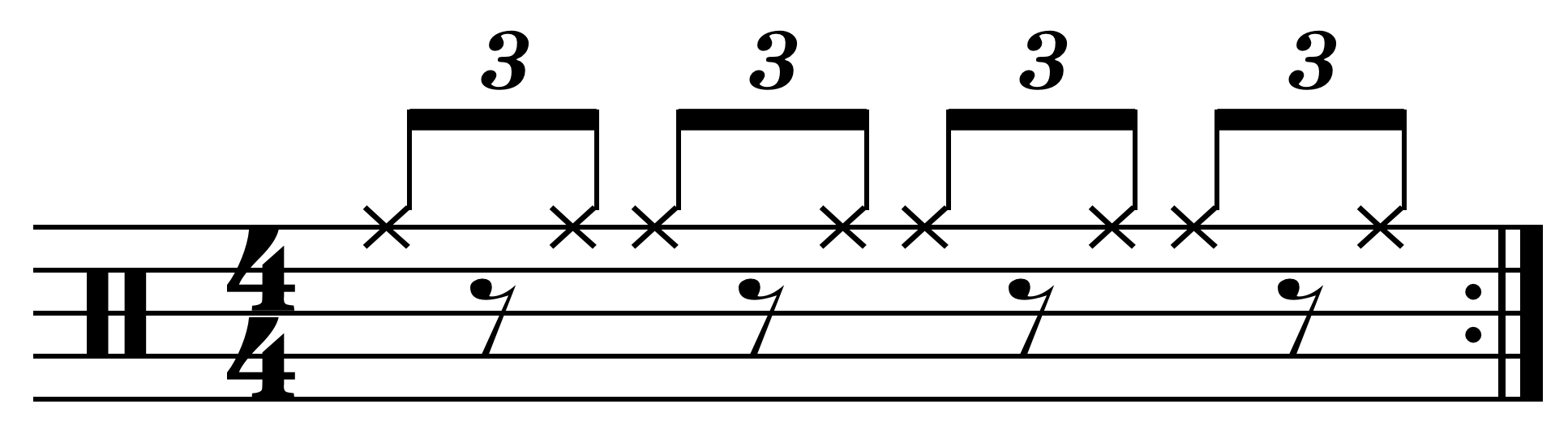
Основной шаффл-ритм

Ритмика дельта-блюза также имеет свои, присущие ей, особенности. Ритм блюза состоит из двух взаимодополняющих конфликтующих компонентов: ровный пульс или граунд-бит и, отклоняющийся от него микроритм на основе триольной пульсации, с тенденцией к опережению или запаздыванию. В стандартном виде в музыкальном размере 4/4 на одну долю такта приходится две восьмых ноты, но в блюзе две восьмые ноты заменяются триолем, где вторая нота не играется и в итоге такт вместо восьми отчётливых восьмых нот содержит 12 неявных. За счёт второй ноты музыкантом увеличивается длительность первой ноты и уменьшается длительность третьей ноты, играемой как бы в последний момент. В блюзе такой ритм называется шаффл; по существу это то же самое, что в джазе называется свинг с более свободным исполнением. В результате у слушателя создаётся ощущение нарастания движения, но ускорения не происходит, в результате чего возникает противоречивое состояние внутреннего конфликта.. 

Обозначение

 При определении длительности нот музыкант руководствуется исключительно собственным чувством («свинговое чувство» или распространившийся термин грув). В нотации нередко блюз может быть записан без триолей (или иных способов показать нестандартную длительность) с указанием в начале произведения Swing, Shuffle или специальное обозначение (на илл.)
Дельта-блюз не ограничивается приведённой в той или мере, стандартной форме. Так, распространены были также 8-тактовый и 16-тактовый блюз, музыкальный метр тоже мог быть иным, например нередок дельта-блюз в размере 12/8. Использовались и иные варианты последовательности аккордов кроме блюзового квадрата; да и сам блюзовый квадрат мог изменяться. Традиционная форма AAB могла модифицироваться в AABB или иные формы. В известной мере общие принципы исполнения дельта-блюза сформировались лишь к 1920-м годам. До момента формирования этих особенностей дельта-блюз и предшествующее песенное творчество (иногда называемое прото-блюз) не имели очерченных рамок: например аккомпанемент мог состоять из двух чередующихся аккордов или даже одного повторяющегося.

### Лирика
Уильям Хэнди описывал блюз как форму, широко используемую негритянскими разнорабочими, пианистами хонки-тонк, бродягами и другими представителями того неблагополучного, но не падающего духом сообщества, для которых блюз стал «общим средством, с помощью которого любой такой человек мог выразить свои личные чувства в своего рода музыкальном монологе». Он отмечал, что «Южные негры пели обо всём. Поезда, пароходы, паровые свистки, кувалды, красивые женщины, подлые начальники, упрямые мулы — все они становятся темами для их песен. Они аккомпанируют себе на чём угодно, из чего могут извлечь музыкальный звук или ритмический эффект, на чём угодно, от губной гармошки до стиральной доски» Блюз родился как способ выразить себя перед лицом расизма, сегрегации и отрицания ценности чернокожего населения. Если говорить в общем, то «блюзовая лирика отражает жизненные условия бывших рабов и эмоциональный отклик на эти условия». Некоторые исполнители блюза открыто говорили о своих чувствах, жизни, любви, сексе; в то время как другие использовали так называемый «секретный язык блюза», наполненный сленгом, аллюзиями, иносказаниями, эвфемизмами, который позволял им «говорить, как есть» (и быть понятым публикой), избегая при этом гнева защитников «белого» общества.
Так, Вилли Кинг, известный своим блюзом с политической окраской, говорил, что «В то время вы не могли просто выйти и поговорить о белых, о том, как они с вами обращаются, как они с вами обращаются, зная, что они с вами обращаются несправедливо. Поэтому вам приходилось использовать женщину, чтобы донести своё послание: „О, она со мной обращается несправедливо“» .
Исследователи, проводя аналогии с народными балладами, называют следующие характерные черты блюзовой лирики, отличные от баллады, которые характерны и для дельта-блюза, как одного из прародителей всех разновидностей блюза: 1) те обстоятельства, с которыми сталкивается персонаж блюза (он же как правило и автор) достаточно незаурядны, но сам герой — совершенно обычный человек; 2) блюз имеет событийный характер в большей степени, чем эмоциональный, и эта черта ещё более характерна для архаичных форм блюза (дельта-блюз); 3) авторы блюза цитируют друг друга, удачное выражение, идиома, сленг, становятся устойчивыми формулировками среди исполнителей; 4) нигилизм, как специфическая черта чернокожего населения, возникший из отрицания чернокожих белым обществом, самовосприятие как человека второго сорта; 5) концентрированность на сексуальных и иных связанных «низовых» развлечениях, как противопоставление страху и смерти 6) невозможность победы над злой судьбой в трёх вариантах разрешения конфликта: а) принятие своего поражения как и предполагалось б) сопротивление до последнего, но с поражением в) в редких случаях герой сам становится орудием в руках судьбы. При этом безнадёжность перед судьбой всегда означает обретение некоей внутренней свободы. В целом для классического блюза характерна прежде всего идея заброшенности человека в этот мир, переданная через бытовые обстоятельства, бытовой конфликт
Отмечается что в художественное исполнении блюза есть что-то в русле коммуникативного обмена, который говорит слушателю «интерпретируй то, что я пою, как ты сам чувствуешь, не принимай во внимание буквальный смысл слов, взятых отдельно». Вокальная техника исполнителя, типа блюзовых нот или наполовину слёзных напевов, не должна восприниматься только с точки зрения технического мастерства, но также и как звучащий камертон, который обеспечивает духовный резонанс с публикой. Хотя блюзовая лирика описывает жизнь общины со всем её опытом, ощущениями, переживаниями, успех блюзового исполнителя базируется на его возможности спеть так, чтобы пробудить эти ощущения и переживания.. При исполнении блюза как исполнитель, так и слушатели могут ощущать характерное эмоционально-психологическое состояние, так называемое blue feeling, «блюзовое чувство» (или чувство грусти, тоски, меланхолии, одиночества и т. п.). Один из обозревателей отметил, что: «Хотя конечно же блюз не ограничивается тем, что меня бросила женщина или я застрелил мужика в Мемфисе, вам нужно будет очень постараться, чтобы найти блюз, где певец хвастается своей удачей или спокойной жизнью. По определению блюзы…ну грустные»
Большинство блюзов — это повествование о личном опыте и личных чувствах и как правило лирика концентрируется на теме отношений между мужчиной и женщиной, и связанным с ними всем спектром эмоций, от грустных до счастливых..
Вилли Диксон, выходец из Миссисипи, один из основоположников чикагской школы блюза утверждал, что:
Блюз — это не что иное как хорошему человеку плохо, когда он думает о женщине с которой он когда-то был  
Оригинальный текст (англ.)The blues ain't nothin' but a good man feelin' bad, thinkin' 'bout the woman he once was with.
Билли Бой Арнольд, говоря о популярности блюза сказал, что: «Блюз, как музыка, которая охватывает спектр всех людей, потому что у каждого когда-то была грусть, будь вы черный, белый или кто угодно. Если вы получили уведомление об увольнении, а вы планировали жениться через несколько месяцев, и у вас была эта замечательная работа, у вас грусть, верно? Если ваша лучшая девушка звонит вам и говорит, ну, я думаю, что мне больше нравится другой парень, у вас грусть, чувак, она сразила вас наповал, вы идете и берете себе выпивку и слушаете блюз» 
I went to the crossroad, fell down on my knees/
Я пошёл на перекрёсток и стоял там на коленях

I went to the crossroad, fell down on my knees/
Я пошёл на перекрёсток и стоял там на коленях

Asked the Lord above «Have mercy, now save poor Bob, if you please»/
Я просил Всевышнего: «Спаси и помилуй бедного Боба, пожалуйста»
Для дельта-блюза также очень характерной была тема сексуальных отношений между мужчиной и женщиной с частым использованием двусмысленных речевых оборотов. Ещё одной излюбленной темой дельта-блюза было бродяжничество, дорога, путь, как стремление к свободе, к освобождению от бытовых обстоятельств. В архаичном блюзе также занимала определённое место и религиозная тематика, описывались апокалиптические размышления о спасении и проклятии; иногда в блюзах присутствовали библейские мотивы. Наконец, следует отметить большое влияние на ранний блюз (и не только в части лирики) религии вуду, своеобразного конгломерата верований чернокожих, сложившегося из западно-африканских традиций, верований жителей стран Карибского бассейна и, наконец, христианства. Утверждается даже, что блюз в частности, а в дальнейшем через блюз и вся современная музыка, носит на себе отпечаток традиций вуду. Что касается блюза, то указывается, что «Определяющей сутью верований вуду является чувство одержимости — источник самой идеи блюза (и позднее рок-н-ролла) о том, что высшее достижение музыканта это соединиться с душой и быть настолько одержимым этой связью, что она становится способной оживлять и управлять его выступлением».
Своеобразная несимметричная форма блюза AAB по общему правилу выглядела так: первая строчка текста, исполненная от первого лица, описывала обстоятельства, в которых находится исполнитель, повторение строки эти обстоятельства (как правило, невесёлые) усиливало, нагнетало. В третьей строке подводился итог по отношению к этим обстоятельствам в различной форме — например, как собирается герой поступить с этой проблемой, как он к ней относится, какое его душевное состояние из-за этого или объяснялось почему эти обстоятельства возникли, для чего он это делал
Для дельта-блюза характерно использование сленга и особенностей английского языка, присущих чернокожему населению Юга США, так называемого джайва (англ. jive). Отличительными его чертами является употребление ненормативных форм вперемешку с нормативными в соседних отрезках текста, усечение частей слова «(before — 'fore; morning — morn')», слияние соседних слов «(give me — gimme; out of — outta)», замены английских «th» и «v» на «d» и «b» «(the — de; heaven — heaben)», вольное обращение с глагольными формами и временами «(the eagles flies on Friday; I done come)», двойное отрицание и двойное множественное число «(I ain’t happy no more; gonna make you pretty womens)».. Примеры блюзового сленга: «hoochie coochie man» (в разном контексте от вудуиста до героя-любовника), «salty dog» (любовник), «walk» (музыкальный метр в 4/4) и пр.

## Известные исполнители
Большинство исполнителей традиционного дельта-блюза начала XX века не оставили никаких записей.

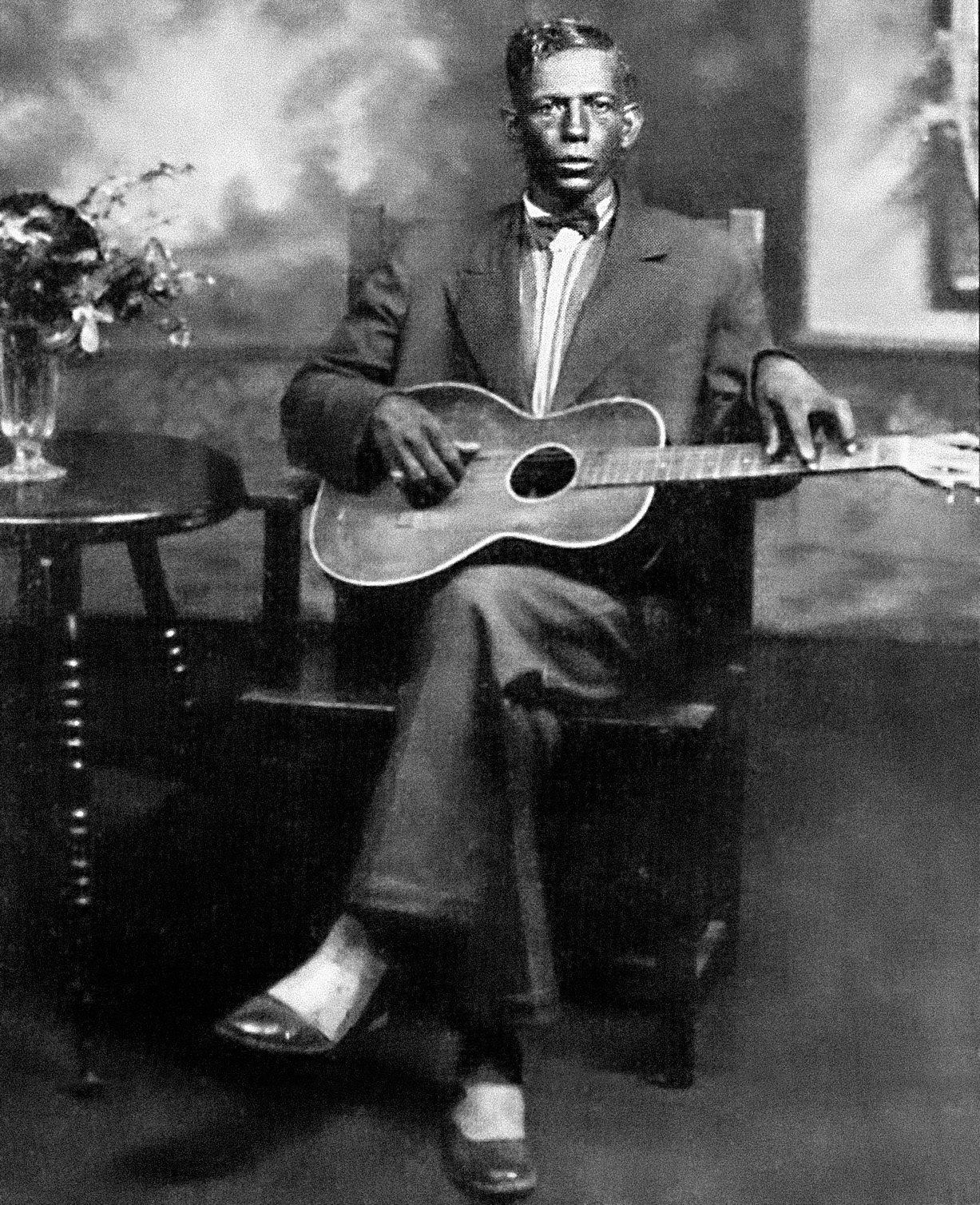
Чарли Паттон (1929)

Чарли Паттон (1891—1934), которого нередко называют «отцом дельта-блюза»; по мнению музыковеда Роберта Палмера «один из самых важных американских музыкантов XX века». Его стиль блюза повлиял на множество исполнителей, в том числе и современных самому Паттону. Его запись 1929 года является одной из первых коммерческих записей традиционного дельта-блюза. Стиль Паттона отличался мощным и эмоциональным хриплым голосом, иногда неразборчивым пением, мелодичной полиритмичной игрой на гитаре, часто сопровождавшейся постукиванием рукой по корпусу инструмента. Паттон часто использовал гитару как «второй голос», то есть отвечающую музыкальной фразой на вокальную строчку. Он первым привнёс в выступления блюзменов элементы шоу: падения на колени во время песни, игра на гитаре, находящейся за спиной, агрессивная интенсивность исполнения. Паттон был достаточно универсальным музыкантом, исполнявшим с одинаковой лёгкостью как глубокий блюз, так и популярный в белой среде хиллбилли, баллады XIX века, танцевальную кантри-музыку. Наиболее известным его произведением является Pony Blues (1929).
Роберт Лерой Джонсон (1911—1938), наиболее важный музыкант эпохи дельта-блюза который оставил после себя не много коммерческих релизов, приняв участие лишь в двух сессиях записи. Роберт Джонсон много ездил с выступлениями как по Дельте, так и в более отдалённых местах Юга США. Считается что именно он является изобретателем или как минимум, популяризатором так называемого walking bass, исполнения басовой партии на басовых струнах гитары (на пятой и шестой ступенях от основного тона), что было впервые сделано на щипковом инструменте (приём также называется буги-бас или буги-шаффл) В отличие от подавляющего большинства исполнителей дельта-блюза, которые с одной стороны, работали только в рамках устоявшихся канонов блюза, с другой стороны, в рамках исполняемого блюза много импровизировали как в части музыки, так и в части лирики, Роберт Джонсон исполнял подготовленные и отшлифованные композиции, а также переосмысливал известные блюзы, делая из них подлинное искусство. Так же как и Чарли Паттон, Джонсон выступал и с иной популярной музыкой, нежели блюз; в этом ему помогал отличный слух и возможность повторить композицию с первого раза. У Роберта Джонсона была необычно широкая кисть, что позволяло ему играть аккорды, недоступные многим музыкантам. В 2003 году журнал Rolling Stone поместил Роберта Джонсона на 5 место в списке 100 величайших гитаристов всех времён по версии журнала Rolling Stone. Примерами творчества Роберта Джонсона могут служить Cross Road Blues и Walkin’ Blues (переработанный блюза авторства Сон Хауса)
Скип Джеймс (1902—1969) был прирожденным музыкантом, его талант намного превосходил образовательные возможности, доступные молодому афроамериканцу, выросшему на южной плантации. В отличие от многих других известных блюзменов эпохи дельта-блюза, он почти не зарабатывал на жизнь выступлениями, и его стиль также отличался от распространённого стиля исполнения блюза. Скип Джеймс играл на гитаре, настроенной в открытом ми миноре; кроме того, одинаково хорошо он играл блюзы на фортепиано. «Звук гитары и фортепиано Джеймса совершенно уникальны для блюза». Также, в отличие от большинства музыкантов, исполнявших блюз хриплым, глубоким голосом, Скип Джеймс пел высоким тонким фальцетом, предпочитая мрачную, депрессивную тематику «дьявольских» песен (дельта-блюз на заре его становления вообще рассматривался как дьявольская, греховная музыка). После 1932 года и вплоть до середины 1960-х, Скип Джеймс не исполнял блюз по религиозным соображениями, и лишь когда его обнаружили энтузиасты, записал несколько релизов. Однако незадолго до смерти он сказал, что это был компромисс: да, он снова играл греховную музыку однако лишь технически, намеренно не вкладывая сердце. Наиболее известными блюзами музыканта являются «Devil Got My Woman» и «Hard Time Killing Floor Blues», а также получившая  большую известность в исполнении Cream песня «I’m So Glad».
Букка Уайт (1904, также называются 1906, 1909—1977). Двоюродный дядя Би Би Кинга, рассматривается как один из самых влиятельных слайд-гитаристов дельта-блюза и как выдающийся автор блюзовых текстов. Исполнение блюза музыкантом было достаточно простым, но отличалось экспрессивной, эмоциональной манерой вокала и агрессивной игрой на гитаре (Букка Уайт предпочитал стальную гитару National). Кроме того, музыкант играл также и на фортепиано. Записался впервые в 1930 году, но самую известную свою запись сделал в 1940 году, после освобождения из тюрьмы. 14 песен, записанных за два дня стали величайшей классикой блюза. С возрождением интереса к блюза начала 1960-х, Букка Уайт вновь начал выступать и записал несколько релизов. Наиболее известной песней блюзмена является Parchman Farm Blues; кроме того выделяют Shake 'Em on Down, первый хит музыканта (1937) и District Attorney.
Сон Хаус (1902—1988), блюзмен, прежде всего оказавший большое влияние на дельта-блюз в целом: он давал уроки игры на гитаре и Роберту Джонсону, и Мадди Уотерсу. Будучи баптистским проповедником, в своём творчестве он касался религиозных тем, проповедуя моральные качества, чего другие блюзмены избегали. Его игра на гитаре была подчёркнуто танцевальной музыкой, изобиловала повторяющимися мощными и резкими ритмами, часто с использованием боттлнека (Сон Хаус рассматривается как один из выдающихся слайд-гитаристов), а в основе пения лежали традиции спиричуэлс. По словам музыковеда Роберта Палмера «Это была резкая, захватывающая, кинетическая музыка, которая требовал, чтобы под него танцевали, и мало кто из слушателей остался бы равнодушным». Примерами творчество Сон Хауса служат Walking Blues, Special Rider Blues, The Pony Blues и The Jinx Blues, находящиеся в библиотеке Конгресса.
Известными исполнителями дельта-блюза были Вилли Смит, Слепой Вилли Джонсон, Биг Джо Уильямс; дельта-блюз лежит в основе творчества таких великих блюзменов как Би Би Кинг, Мадди Уотерс, Джон Ли Хукер, Хаулин Вулф.

## Последующее влияние
Блюз оказал решающее влияние на распространение американской музыкальной традиции. Переселение блюзменов из Дельты Миссисипи, в основном на север, начавшееся в 1910-х годах, повлекло за собой распространение дельта-блюза по стране, где блюз модифицировался в те или иные формы. Во-первых, дельта-блюз трансформировался в региональные варианты блюза: мемфис-блюз, техасский блюз, чикагский блюз, луизианский блюз, блюз Нового Орлеана, сент-луис-блюз, и даже в блюз других стран (например, британский блюз). Поскольку блюз и джаз зародились в географически близких местах и развивались в близкое время, они всегда влияли друг на друга (и до сих пор взаимодействуют бесчисленными способами): «В то время как блюз оставался гармонически более простым, гармонический потенциал блюзовой гаммы раскрыл новые возможности для западной гармонии, что привело к невероятным новым последовательностям аккордов, которыми славится джаз» В результате такого совместного влияния появились блюз Западного побережья, Канзас-сити блюз, джамп-блюз. Во-вторых, блюз повлиял на появление и развитие новых стилей музыки. На стыке баррелхаус и рэгтайма c блюзом возник стиль буги-вуги. В Мемфиса дельта-блюз подстегнул развитие рок-н-ролла, в больших городах и в частности в Чикаго дельта-блюз модифицировался в так называемый «городской блюз», основанный на электрических инструментах. На Юге США прямыми наследниками дельта-блюза являются блюграсс, кантри, фолк, рокабилли. Утверждается, что в истоках и ритм-энд-блюза, и рэпа лежит дельта-блюз
Проще говоря, рок-н-ролл не существовал бы, да и не мог бы существовать без 12-тактового блюза и его шагающей басовой партии  
Оригинальный текст (англ.)Simply put, rock ‘n’ roll could not and would not exist without the 12-bar blues and walking bass lines of blues music